# Salto Angel

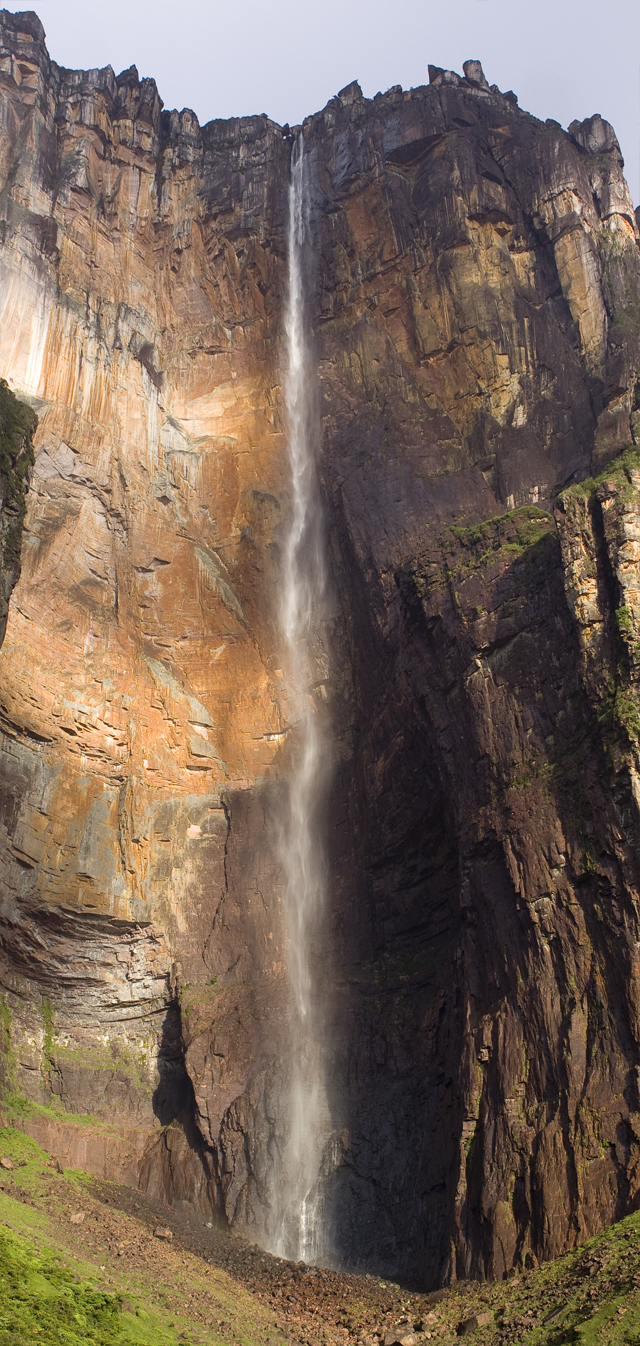
La cascata durante la stagione secca

Il Salto Ángel o Kerepakupai Vená (lingua pemon: Kerepakupai Merú, "la cascata del luogo più profondo", o Parakupá Vená, "la caduta dal punto più alto") è la cascata con la caduta ininterrotta d'acqua più alta al mondo (807 metri), con un dislivello totale (da cima a valle) di 980 metri. Si trova in Venezuela, nel Parque Nacional de Canaima.
La cascata si sviluppa da una biforcazione del Río Kerepacupai Merú, sull'altopiano del Auyantepui, e forma alla sua base il Río Churún, uno dei tanti affluenti del Carrao, a sua volta tributario dell'Orinoco. Data l'altezza della cascata e l'attrito di aria e rocce, anche nei momenti di piena alla sua base viene avvertita al massimo come una forte pioggia. Durante la stagione secca e in presenza di vento, l'acqua si vaporizza prima di arrivare a valle.
Il salto prende il nome dall'aviatore statunitense James Crawford Angel, che per primo sorvolò la cascata nel novembre del 1933. Il nome "Parakupa-vena" o "Kerepakupai merú" è attestato presso le popolazioni indigene locali, che considerano la cascata e la montagna luoghi sacri.
Il Parque Nacional de Canaima si trova nel cuore della foresta amazzonica dello Stato di Bolívar e per raggiungere la cascata è necessaria un'escursione in barca, risalendo il fiume, con un tempo di navigazione circa 3~4 ore da Canaima. Contando anche il tempo per raggiungere il punto di partenza, solitamente il percorso completo richiede un giorno e mezzo complessivi, con pernottamento organizzato nei pressi della cascata. È possibile anche vedere la cascata sorvolando la zona con piccoli aerei, o ancora a piedi dall’alto, raggiungendo il plateau sovrastante la cascata, con un percorso di trekking di alcuni giorni.

## Storia
Walter Raleigh, durante la spedizione alla ricerca della leggendaria città di El Dorado, descrisse un tepui; per questa ragione è ritenuto da alcuni il primo colonizzatore ad aver avvistato la cascata, ma la ricostruzione è considerata poco attendibile. Alcuni storici ritengono che il primo europeo a visitare la cascata sia stato Fernando de Berrío, un esploratore spagnolo dell'inizio del XVII secolo. Altre fonti affermano che i primi occidentali ad avvistare la cascata furono Fèlix Cardona i Puig e Joan Maria Mundó i Freixas, nel 1927.
Nonostante le spedizioni e gli avvistamenti avvenuti a partire dal '600, la cascata non era nota al mondo fino a quando nel 1933 fu avvistata da Jimmie Angel, che stava sorvolando la regione alla ricerca di un qualche bacino minerario di valore.
Nell'ottobre 1937 Angel tornò nella zona e riuscì ad atterrare con il suo piccolo aereo sulla cima del Auyantepui, vicino alla parte superiore della cascata. Angel e i suoi tre compagni di esplorazione riuscirono a scendere dal Auyantepui e a raggiungere il primo centro civilizzato soltanto dopo 11 giorni.
Dopo l'atterraggio, l'aereo di Angel, un idrovolante modello Flamingo, si impantanò nel terreno acquitrinoso e fangoso della cima del monte e rimase lì per 33 anni, prima di essere portato via da un elicottero. L'aeroplano, battezzato El Río Caroní, è oggi esposto davanti al terminal dell'aeroporto di Ciudad Bolívar; quello che può avvistarsi come un fugace lampo argenteo sulla cima è soltanto un cippo che indica la posizione esatta dell'atterraggio.
L'altitudine ufficiale della cascata venne determinata da un'indagine eseguita dalla National Geographic Society nel 1949 (articolo: Jungle Journey to the World's Highest Waterfall di Ruth Robertson). Nel libro di David Nott, Angels Four, si racconta la storia dei primi scalatori che riuscirono ad arrampicarsi sulla parete quasi verticale del Auyantepui (la montagna del diavolo), fino alla cima delle cascate. Le cascate sono una delle principali attrazioni turistiche del Venezuela.